# Gregorios Kleidas
Gregorios Kleidas war ein byzantinischer Richter in der 1. Hälfte des 14. Jahrhunderts.
Er war Richter (δικαιοφύλαξ) und Archidiakon, der 1329 (oder vielleicht erst im März 1334) anlässlich einer Justizreform des Kaisers Andronikos III. zu einem der vier καθολικοὶ κριταὶ τῶν Ῥωμαίων eingesetzt wurde. Sein bei dieser Gelegenheit geleisteter Eid hat sich in sieben Handschriften erhalten. Für seine richterliche Tätigkeit könnte er das Prochiron auctum in Auftrag gegeben oder sogar selbst kompiliert haben. 1337 wurde er mit zwei anderen καθολικοὶ κριταὶ  wegen Korruption abgesetzt. Dass die von ihrem Herausgeber dem Gregorios Kleidas zugeschriebene Verteidigungsschrift von diesem verfasst wurde, ist, wie insbesondere Otto Kresten zeigte, angesichts ihres satirischen Charakters ganz unwahrscheinlich.

## Edition des Eides
- Karl Eduard Zachariae von Lingenthal, Rezension von  Gustav Geib, Darstellung des Rechtszustandes in Griechenland, in: Heidelberger Jahrbücher der Literatur 29, 1836, S. 857–887, hier 868–870 bzw. 871 (mit Übersetzung), und Paul Lemerle, Le juge général des Grecs et la réforme judiciaire d’Andronic III, in: Mémorial Louis Petit, Bukarest 1948, S. 292–316, hier 297–298.